# Adanna
Adanna es un despoblado que actualmente forma parte de los concejos de Trespuentes, del municipio de Iruña de Oca, y Mendoza, que está situado en el municipio de Vitoria, en la provincia de Álava, País Vasco (España).

## Historia
Documentado en 1025, en el que formaba parte de la Merindad de Langrares; posteriormente, no se tienen más noticias del despoblado ni de sus restos.